# Eugenio Castellotti
Eugenio Castellotti (n. 10 octombrie 1930 - d. 14 martie 1957) a fost un pilot italian de Formula 1 care a evoluat în Campionatul Mondial între anii 1955 și 1957.